# Grande Prêmio do Catar de 2015 (MotoGP)
O Grande Prêmio do Catar de MotoGP de 2015 ocorreu em 29 de março.

## Resultados

### Classificação MotoGP
| Pos | Piloto           | Equipe                      | Moto           | Tempo     | Pontos |
| --- | ---------------- | --------------------------- | -------------- | --------- | ------ |
| 1   | Valentino Rossi  | Movistar Yamaha MotoGP      | Yamaha         | 42'35.717 | 25     |
| 2   | Andrea Dovizioso | Ducati Team                 | Ducati         | +0.174    | 20     |
| 3   | Andrea Iannone   | Ducati Team                 | Ducati         | +2.250    | 16     |
| 4   | Jorge Lorenzo    | Movistar Yamaha MotoGP      | Yamaha         | +2.707    | 13     |
| 5   | Marc Marquez     | Repsol Honda Team           | Honda          | +7.036    | 11     |
| 6   | Dani Pedrosa     | Repsol Honda Team           | Honda          | +10.755   | 10     |
| 7   | Cal Crutchlow    | CWM LCR Honda               | Honda          | +12.384   | 9      |
| 8   | Bradley Smith    | Monster Yamaha Tech 3       | Yamaha         | +12.914   | 8      |
| 9   | Pol Espargaro    | Monster Yamaha Tech 3       | Yamaha         | +13.031   | 7      |
| 10  | Yonny Hernandez  | Pramac Racing               | Ducati         | +17.435   | 6      |
| 11  | Aleix Espargaro  | Team SUZUKI ECSTAR          | Suzuki         | +19.901   | 5      |
| 12  | Danilo Petrucci  | Pramac Racing               | Ducati         | +24.432   | 4      |
| 13  | Scott Redding    | EG 0,0 Marc VDS             | Honda          | +32.032   | 3      |
| 14  | Maverick Viñales | Team SUZUKI ECSTAR          | Suzuki         | +33.463   | 2      |
| 15  | Hector Barbera   | Avintia Racing              | Ducati         | +33.625   | 1      |
| 16  | Stefan Bradl     | Athinà Forward Racing       | Yamaha Forward | +33.944   | 0      |
| 17  | Nicky Hayden     | Aspar MotoGP Team           | Honda          | +38.970   | 0      |
| 18  | Eugene Laverty   | Aspar MotoGP Team           | Honda          | +46.570   | 0      |
| 19  | Mike Di Meglio   | Avintia Racing              | Ducati         | +59.211   | 0      |
| 20  | Alex De Angelis  | Octo IodaRacing Team        | ART            | +1'14.981 | 0      |
| 21  | Marco Melandri   | Aprilia Racing Team Gresini | Aprilia        | +1'48.143 | 0      |
| 22  | Loris Baz        | Athinà Forward Racing       | Yamaha Forward | 3 voltas  | 0      |

### Classificação Moto2
| Pos | Piloto              | Equipe                         | Moto     | Tempo     | Pontos |
| --- | ------------------- | ------------------------------ | -------- | --------- | ------ |
| 1   | Jonas Folger        | AGR Team                       | Kalex    | 40'18.532 | 25     |
| 2   | Xavier Simeon       | Federal Oil Gresini Moto2      | Kalex    | +5.051    | 20     |
| 3   | Thomas Luthi        | Derendinger Racing Interwetten | Kalex    | +12.123   | 16     |
| 4   | Alex Rins           | Paginas Amarillas HP 40        | Kalex    | +12.202   | 13     |
| 5   | Franco Morbidelli   | Italtrans Racing Team          | Kalex    | +14.385   | 11     |
| 6   | Mika Kallio         | Italtrans Racing Team          | Kalex    | +14.413   | 10     |
| 7   | Sandro Cortese      | Dynavolt Intact GP             | Kalex    | +14.471   | 9      |
| 8   | Johann Zarco        | Ajo Motorsport                 | Kalex    | +18.541   | 8      |
| 9   | Louis Rossi         | Tasca Racing Scuderia Moto2    | Tech 3   | +20.914   | 7      |
| 10  | Lorenzo Baldassarri | Athinà Forward Racing          | Kalex    | +21.336   | 6      |
| 11  | Alex Marquez        | EG 0,0 Marc VDS                | Kalex    | +21.847   | 5      |
| 12  | Hafizh Syahrin      | Petronas Raceline Malaysia     | Kalex    | +23.226   | 4      |
| 13  | Julian Simon        | QMMF Racing Team               | Speed Up | +25.573   | 3      |
| 14  | Takaaki Nakagami    | IDEMITSU Honda Team Asia       | Kalex    | +29.784   | 2      |
| 15  | Dominique Aegerter  | Technomag Racing Interwetten   | Kalex    | +30.267   | 1      |
| 16  | Marcel Schrotter    | Tech 3                         | Tech 3   | +34.561   | 0      |
| 17  | Randy Krummenacher  | JIR Racing Team                | Kalex    | +36.850   | 0      |
| 18  | Azlan Shah          | IDEMITSU Honda Team Asia       | Kalex    | +48.346   | 0      |
| 19  | Thitipong Warokorn  | APH PTT The Pizza SAG          | Kalex    | +48.772   | 0      |
| 20  | Robin Mulhauser     | Technomag Racing Interwetten   | Kalex    | +49.670   | 0      |
| 21  | Florian Alt         | Octo Iodaracing Team           | Suter    | +1'15.596 | 0      |
| 22  | Jesko Raffin        | sports-millions-EMWE-SAG       | Kalex    | +1'15.641 | 0      |
| 23  | Zaqhwan Zaidi       | JPMoto Malaysia                | Suter    | +1'21.693 | 0      |

### Classificação Moto3
| Pos | Piloto              | Equipe                     | Moto      | Tempo     | Pontos |
| --- | ------------------- | -------------------------- | --------- | --------- | ------ |
| 1   | Alexis Masbou       | SAXOPRINT RTG              | Honda     | 38'25.424 | 25     |
| 2   | Enea Bastianini     | Gresini Racing Team Moto3  | Honda     | +0.027    | 20     |
| 3   | Danny Kent          | Leopard Racing             | Honda     | +0.142    | 16     |
| 4   | Efren Vazquez       | Leopard Racing             | Honda     | +0.288    | 13     |
| 5   | John Mcphee         | SAXOPRINT RTG              | Honda     | +0.693    | 11     |
| 6   | Isaac Viñales       | Husqvarna Factory Laglisse | Husqvarna | +0.765    | 10     |
| 7   | Fabio Quartararo    | Estrella Galicia 0,0       | Honda     | +0.772    | 9      |
| 8   | Niccolò Antonelli   | Ongetta-Rivacold           | Honda     | +0.773    | 8      |
| 9   | Francesco Bagnaia   | MAPFRE Team MAHINDRA       | Mahindra  | +0.909    | 7      |
| 10  | Brad Binder         | Red Bull KTM Ajo           | KTM       | +1.317    | 6      |
| 11  | Andrea Locatelli    | Gresini Racing Team Moto3  | Honda     | +1.546    | 5      |
| 12  | Jorge Navarro       | Estrella Galicia 0,0       | Honda     | +1.608    | 4      |
| 13  | Karel Hanika        | Red Bull KTM Ajo           | KTM       | +1.869    | 3      |
| 14  | Philipp Oettl       | Schedl GP Racing           | KTM       | +2.504    | 2      |
| 15  | Jorge Martin        | MAPFRE Team MAHINDRA       | Mahindra  | +5.119    | 1      |
| 16  | Miguel Oliveira     | Red Bull KTM Ajo           | KTM       | +6.814    | 0      |
| 17  | Jakub Kornfeil      | Drive M7 SIC               | KTM       | +8.760    | 0      |
| 18  | Juanfran Guevara    | MAPFRE Team MAHINDRA       | Mahindra  | +9.259    | 0      |
| 19  | Darryn Binder       | Outox Reset Drink Team     | Mahindra  | +11.385   | 0      |
| 20  | Jules Danilo        | Ongetta-Rivacold           | Honda     | +27.616   | 0      |
| 21  | Matteo Ferrari      | San Carlo Team Italia      | Mahindra  | +29.071   | 0      |
| 22  | Maria Herrera       | Husqvarna Factory Laglisse | Husqvarna | +29.266   | 0      |
| 23  | Tatsuki Suzuki      | CIP                        | Mahindra  | +29.436   | 0      |
| 24  | Andrea Migno        | SKY Racing Team VR46       | KTM       | +29.485   | 0      |
| 25  | Alessandro Tonucci  | Outox Reset Drink Team     | Mahindra  | +29.770   | 0      |
| 26  | Marco Bezzecchi     | San Carlo Team Italia      | Mahindra  | +46.295   | 0      |
| 27  | Gabriel Rodrigo     | RBA Racing Team            | KTM       | +46.406   | 0      |
| 28  | Zulfahmi Khairuddin | Drive M7 SIC               | KTM       | +1'04.409 | 0      |
| 29  | Loris Cresson       | RBA Racing Team            | KTM       | +1'40.606 | 0      |